# Марім-Дешт
Марім-Дешт (перс. مريم دشت) — село в Ірані, у дегестані Бі-Балан, у бахші Келачай, шагрестані Рудсар остану Ґілян. За даними перепису 2006 року, його населення становило 225 осіб, що проживали у складі 61 сім'ї.